# 顕徳海利
顕徳 海利（けんとく　かいり、2004年4月13日 - ）は、兵庫県出身の日本の柔道選手。階級は66kg級。身長161cm。血液型A型。組み手は左組み。得意技は内股。

## 経歴
柔道は5歳の時に神戸少年柔道蟻クラブで始めた。望海中学2年の時に全国中学校柔道大会50㎏級で2位、3年の時には55㎏級で優勝した。神港学園高校2年の時にはインターハイ66㎏級で3位、全国高校選手権では決勝で東海大相模高校2年の服部辰成を技ありで破って優勝した。3年の時にもインターハイ決勝で服部を破って優勝した。2023年に天理大学へ進学すると、1年の時には全日本ジュニアで3位になった。2年の時には全日本ジュニアの決勝で修徳高校3年の福地駿多朗に敗れて2位だった。続く世界ジュニアでは決勝で福地と再戦して背負投で技ありを先取するも、それがヘッドダイブとみなされて反則負けとなり、2位にとどまった。団体戦では準決勝のモンゴル戦で一本勝ちするなどしてチームの優勝に貢献した。グランプリ・リンツでは準決勝でブラジルのロナウド・リマに合技で敗れるも3位になった。3年の時には体重別の決勝で日体大3年の小野日向を有効で破って優勝した。ワールドユニバーシティゲームズでは決勝で中立選手(AIN)名義で出場したロシアのアブレク・ナグチェフを内股で破って優勝した。団体戦では準々決勝のみ出場して勝利すると、その後チームは優勝した。
IJF世界ランキングは500ポイント獲得で85位(25/7/20現在)。

## 戦績
- 2018年 -　全国中学校柔道大会　2位(50㎏級)
- 2019年 -　全国中学校柔道大会　優勝(55㎏級)
- 2021年 -　全国高校選手権　5位
- 2021年 -　インターハイ　3位
- 2022年 -　全国高校選手権　優勝
- 2023年　- チェコジュニア国際　優勝
- 2023年　- 全日本ジュニア　3位
- 2024年　- オーストリアジュニア国際　優勝
- 2024年　- 全日本ジュニア　2位
- 2024年 -　世界ジュニア 個人戦　2位　団体戦　優勝
- 2024年 -　講道館杯　7位
- 2025年 - グランプリ・リンツ　3位
- 2025年 - 体重別　優勝
- 2025年 - ワールドユニバーシティゲームズ 個人戦　優勝　団体戦　優勝

(出典)